# Домодедовская волость
Домоде́довская во́лость — административно-территориальная единица в составе Подольского уезда Московской губернии Российской империи и РСФСР. Центром волости было село Старофроловский Ям (в 1920 году переименовано в Старый Ям, ныне село Ям в городском округе Домодедово Московской области). После упразднения волости в 1929 году её территории отошли к Подольскому и Раменскому  району Московского округа Московской области.

## Население
По данным на 1890 год в волости проживало 7820 человек, а к 1926 году — 8712 человек.